# Angela Andreoli
Angela Andreoli (Brescia, 6 de junho de 2006) é um ginasta artística italiana. Ela foi membro da equipe histórica que ganhou a prata nos Jogos Olímpicos de 2024. Além disso, ela foi membro das equipes vencedoras da medalha de ouro nos Jogos do Mediterrâneo de 2022, no Campeonato Europeu de 2022 e no Campeonato Europeu de 2024. Individualmente, ela é a medalhista de bronze dos Jogos do Mediterrâneo de 2022 no salto, bem como a medalhista de bronze europeia de 2022 e 2024 no exercício de solo.

## Carreira

### Júnior
No Campeonato Italiano Júnior de Ouro de 2020, Andreoli terminou em primeiro. No Campeonato Nacional Italiano de 2020, Andreoli ficou em sexto lugar no geral, mas foi o atleta júnior com maior pontuação.
No Flanders International Team Challenge de 2021, Andreoli terminou em terceiro no geral, mas ajudou a Itália a terminar em primeiro na competição por equipes. Durante as finais do evento, Andreoli teve três primeiros lugares no salto, barras assimétricas e exercícios de solo. No Elite Gym, Massilia Andreoli ajudou a Itália a terminar em primeiro como equipe e, individualmente, ganhou ouro no exercício de solo.

### Sênior
Andreoli se tornou elegível por idade para a competição sênior em 2022. Ela fez sua estreia internacional sênior no DTB Pokal Team Challenge. Suas pontuações no salto, barras assimétricas e exercícios de solo contribuíram para o segundo lugar da Itália. Individualmente, Andreoli ganhou ouro no exercício de solo à frente de Konnor McClain. Andreoli competiu em seguida no Troféu Cidade de Jesolo. Ela ajudou a Itália a terminar em segundo como uma equipe e individualmente terminou em quarto no salto. Em junho, Andreoli competiu nos Jogos do Mediterrâneo ao lado de Martina Maggio, Alice D'Amato, Asia D'Amato e Giorgia Villa. Juntas, elas ganharam ouro na competição por equipes, mais de cinco pontos à frente da segunda colocada, a França. Em agosto, Andreoli competiu no Campeonato Europeu, onde a Itália ganhou ouro como equipe. Durante as finais do evento, Andreoli ganhou o bronze no exercício de solo atrás de Jessica Gadirova e sua companheira de equipe Maggio. Em outubro, foi revelado que Andreoli perderia a competição no Campeonato Mundial devido a uma lesão.
Andreoli competiu no Campeonato Europeu de 2024 ao lado de Alice D'Amato, Asia D'Amato, Manila Esposito e Elisa Iorio. No primeiro dia de competição, Andreoli registrou a terceira maior pontuação geral, mas não ganhou medalha devido às limitações de dois por país, já que Esposito e D'Amato pontuaram mais alto. Durante as finais do evento, ela ganhou o bronze no exercício de solo. No último dia de competição, a final por equipes, Andreoli registrou pontuações no salto, trave de equilíbrio e exercício de solo, ajudando a Itália a ganhar seu terceiro título europeu por equipes.
Em julho, Andreoli competiu no Campeonato Italiano, onde ganhou o título nacional no solo. Na conclusão da competição, ela foi nomeada para a equipe para representar a Itália nas Olimpíadas de Verão de 2024, ao lado de Alice D'Amato, Esposito, Iorio e Giorgia Villa.
Nos Jogos Olímpicos de 2024, Andreoli ajudou a Itália a se classificar para a final da equipe em segundo lugar. Durante a final da equipe, Andreoli contribuiu com uma pontuação no salto, trave de equilíbrio e exercício de solo para o segundo lugar da Itália, empatando com a melhor colocação da equipe olímpica da Itália. A última vez que as mulheres italianas ganharam uma medalha de equipe olímpica foi 96 anos antes, nos Jogos Olímpicos de 1928.